# Безладовая гитара

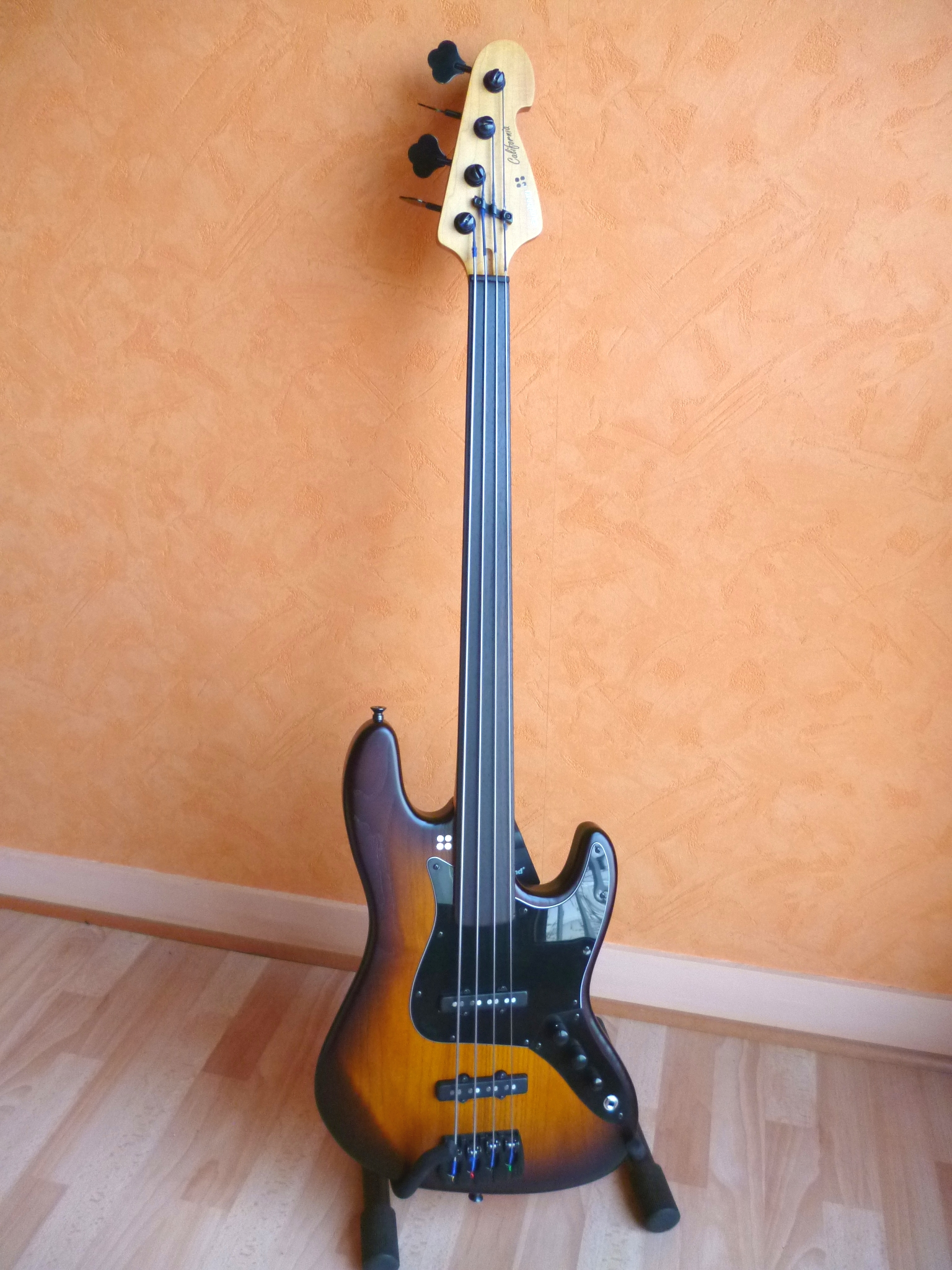
Безладовая бас-гитара

Безладовая гитара — гитара без ладов. Она работает по тому же принципу, что и большая часть других струнных инструментов и похожа на обычную гитару, но не имеет ладовых порожков. В безладовой гитаре длина вибрирующей струны равна длине от струнодержателя, до места, где палец прижимает струну к грифу (в отличие от обычной гитары, где длина вибрирующей струны равняется расстоянию от струнодержателя до ладового порожка). Безладовые гитары — редко используемый инструмент в западной музыке, в основном используются электрические инструменты, из-за низкой акустической громкости и сустейна. Несмотря на это, большую популярность обрела безладовая бас-гитара, особенно в таких жанрах, как фьюжн, прогрессивный метал, фанк и ритм-энд-блюз, техничный дэт-метал. На сегодняшний день все чаще безладовую бас-гитару начинают использовать метал-музыканты.

## Преимущества и недостатки
Безладовые гитары не привязаны к конкретному музыкальному строю и темперированному строю, в отличие от ладовых инструментов. Это позволяет играть музыку не используя 12-ступенный строй (разделение октавы на 12 полутонов); такую систему можно встретить в незападной и экспериментальной музыке. Безладовые инструменты имеют другое звучание, поскольку палец прижимает струну не так сильно, как порожек, вследствие чего колебание струны быстрее затухает. Некоторые музыканты используют ногти для игры на безладовых инструментах, что позволяет получить лучший сустейн и сделать звук ярче (например, это используют исполнители на сароде).
При этом, игра на безладовом инструменте обычно требует большей тренировки для точного расположения руки на грифе и передвижений по нему. Более того, требуется развивать музыкальный слух, чтобы различать минимальные интервалы. Для простоты использования многие безладовые гитары имеют нарисованные лады и отметки сбоку грифа, показывающие изменение на полутон.
Акустические безладовые гитары звучат гораздо тише своих ладовых собратьев, из-за чего часто используются всяческие системы усиления звука. Звук безладовых бас-гитар, имеющих бо́лее тяжёлые струны и бо́льший корпус, тоже требует усиления.
Гриф безладовых бас-гитар обычно делается из твёрдой древесины, такой как эбен. Чтобы уменьшить изнашивание грифа используются эпоксидные смолы или специальные струны.

## Безладовые инструменты
Зачастую безладовые гитары — просто модифицированная версия фабричных, традиционных гитар, у которых удаляются ладовые порожки. Кроме того, существуют профессионалы, специализирующиеся в создании безладовых гитар.
Безладовые бас-гитары более распространены, нежели безладовые гитары, многие производители предлагают их в качестве стандартных моделей.